# Ali Lajami
Ali Lajami (ur. 24 kwietnia 1996 w Rijadzie) – saudyjski piłkarz, grający na pozycji obrońcy w Al-Nassr oraz reprezentacji Arabii Saudyjskiej.

## Kariera klubowa
W 2015 podpisał pierwszy kontrakt z klubem Al-Khaleej, w 2018 przeszedł na dwa sezony do Al-Fateh.
10 września 2020 związał się umową z Al-Nassr.